# Jorge Maya
Jorge Maya, né le 5 mai 1944, est un ancien joueur uruguayen de basket-ball.